# Creatinina
La creatinina è un composto eterociclico. A temperatura ambiente si presenta come un solido bianco quasi inodore.
Nell'organismo umano la creatinina è un prodotto della reazione di degradazione della creatina, reazione che avviene nei muscoli a velocità grossomodo costante.

## Fisiologia
È principalmente filtrata a livello glomerulare, poi non viene riassorbita, ma può essere secreta (circa il 20% della quota eliminata) e il suo livello nel sangue è usato come indicazione dell'attività renale. 
I livelli di creatinina tendono a essere più elevati negli uomini a causa della maggiore massa muscolare.

### Uso diagnostico
La creatininemia è la concentrazione di creatinina nel sangue. 
La misura della concentrazione di creatinina nel plasma (creatininemia) è un comune indicatore della funzione renale. Un suo aumento è indice di un esteso danno ai nefroni, non è quindi un indicatore adatto per diagnosi precoci.
Stime migliori possono essere ottenute verificando il tasso di smaltimento della creatinina (clearance della creatinina, ClCr) verificandone l'andamento della concentrazione in funzione di variabili legate al sesso, all'età, al peso e all'etnia, nonché controllando la concentrazione nell'urina del paziente prodotta nell'arco di 24 ore.

### Interpretazione
Il livello di creatinina è generalmente riportato in milligrammi per decilitro (Stati Uniti) o in micromoli per litro (Europa, Canada, Sistema internazionale di unità di misura). 1 mg/dL corrisponde a 88,4 µmol/L.
I valori tipici sono
| Valori normali | Valori normali                       |
| -------------- | ------------------------------------ |
| Donna          | 0,5 a 1,0 mg/dL (circa 45-90 µmol/L) |
| Uomo           | 0,7 a 1,2 mg/dL (60-110 µmol/L)      |

Mentre un livello di creatinina nel plasma di 1,6 mg/dL (140 µmol/L) può essere normale per un atleta robusto, un livello di 0,9 mg/dL (80 µmol/L) può essere un segnale di ridotta attività renale in una donna anziana. Più indicativo del livello di creatinina in sé, è il suo andamento nel tempo. Una concentrazione in aumento indica una funzionalità renale in peggioramento, mentre una concentrazione in diminuzione è segno di una migliorata funzionalità dei reni.
Per una corretta interpretazione del livello di creatininemia si ricorre alla formula di Cockroft-Gault:
{\displaystyle VFG\ maschile={(140-et{\grave {a}})\cdot peso \over (72\cdot creatinina\ sierica)}}
{\displaystyle VFG\ femminile={(140-et{\grave {a}})\cdot peso \over (72\cdot creatinina\ sierica)}\cdot 0{,}85}
- VFG, velocità di filtrazione glomerulare
- Peso, in kg

il cui risultato è un numero espresso in mL/min che è indice della velocità di filtrazione glomerulare, ovvero della funzionalità renale.